# Marguerite Ire de Bourgogne
Pour les articles homonymes, voir Marguerite de France, Marguerite de Bourgogne et Marguerite Ire.
Marguerite de France (1309 - 9 mai 1382), est princesse du royaume de France, comtesse de Bourgogne et comtesse d'Artois de 1361 à 1382.

## Biographie
Marguerite de France naît en 1309, fille cadette du roi Philippe V le Long et de la comtesse Jeanne II de Bourgogne et d'Artois.
En 1320, à 11 ans, elle épouse le comte Louis Ier de Flandre (v.1304-1346), comte de Nevers (Louis II, 1322-1346), comte de Flandre (Louis Ier, 1322-1346) et comte de Rethel (Louis II, 1328-1346), union dont est issu :
- Louis II de Flandre (1330-1384), dit Louis II de Male, comte de Flandre (Louis II), comte de Nevers et de Rethel (Louis III) (1346-1384), comte de Bourgogne et d'Artois (Louis Ier, 1382-1384).

Devenu veuve en 1346, Marguerite est dotée d'un patrimoine encore modeste dispersé entre la Bourgogne, le Nivernais, la Champagne et la Flandre. Mais sa situation change totalement en 1361 à la mort de son petit neveu le duc Philippe Ier de Bourgogne dont elle hérite des titres et des charges des comtés de Bourgogne et d'Artois.
Un traité du 23 juin 1369 oblige Marguerite à détruire sa saline de Grozon pour que la saunerie de Salins soit la seule à produire dans l'archevêché de Besançon.
À sa mort, en 1382, son fils Louis hérite des deux titres de comte de Bourgogne et d'Artois. Elle repose à l'abbaye royale de Saint-Denis.
Sa petite-fille, la comtesse Marguerite III de Flandre appelée aussi Marguerite de Dampierre, héritière des comtés de Flandre, Nevers, Rethel, Brabant, Limbourg, est mariée le 14 mai 1357 à son arrière-cousin le duc Philippe Ier de Bourgogne et, à ce titre, de manière nominale et en tant qu'épouse du comte de Flandre, elle a précédé sa grand-mère au titre de comtesse de Bourgogne et d'Artois. Finalement, à la mort en 1384 de son père Louis II de Flandre, Marguerite de Dampierre hérite de plein droit des deux titres de comtesse de Bourgogne et d'Artois.